# Maceió
Maceió (phát âm tiếng Bồ Đào Nha: [masejˈjɔ]) là thủ phủ bang ven biển Alagoas, Brasil. Thành phố này nằm giữa hồ Mundaú và Đại Tây Dương. Dân số nội đô thành phố là 1.018.948 người (năm 2019) sống trong một khí hậu nhiệt đới với nhiệt độ trung bình 25 °C.
Khoảng 1.180.000 người sống ở khu vực đô thị Maceio (năm 2005). Thành phố đã bắt đầu từ một nhà máy đường cũ và các nông trại khoảng thế kỷ 19. Sự phát triển của nó bắt đầu với sự xuất hiện của tàu đến chỡ gỗ từ vịnh Jaraguá.
Với các xây dựng các nhà máy đường, Maceio bắt đầu xuất khẩu đường, sau đó thuốc lá dừa, da, và một số gia vị. Sự thịnh vượng khiến cho khu vực này từ một khu dân cư trở thành một ngôi làng vào ngày 05 tháng 12 năm 1815. Nhờ sự tăng trưởng tiếp tục của nó, Maceio trở thành thủ phủ của bang Alagoas vào ngày 09 Tháng Mười Hai 1839.
Sân bay quốc tế Zumbi dos Palmares mới nối Maceio với nhiều thành phố của Brazil và cũng hoạt động một số chuyến bay quốc tế.
Thành phố có những bãi biển tuyệt vời, và màu sắc của biển thay đổi từ màu xanh sang màu xanh ngọc lục bảo, nhưng nước luôn luôn trong vắt. Cát ở đây màu trắng và có rất nhiều đồn điền trồng dừa. Vẻ đẹp tự nhiên bờ biển kết hợp với cảnh quan đô thị với rất nhiều khách sạn, nhà hàng, quán bar khiến thành phố này là một điểm đến thu hút khách du lịch Brazil và nước ngoài trong cả năm.